# فأر شوكي
فأر شوكي أو قُنْفُع أو قِنْفِع أو قُنْفُعَة (باللاتينية: Acomys) هو جنس من فصيلة الفأريات.